# Jövőkutatás
A jövőkutatás (idegen szóval futurológia) a társadalomtudományok közé tartozik, amely a lehetséges, kívánatos és valószínű jövővel, az ezzel kapcsolatos nézetekkel és mítoszokkal foglalkozik.

## Története
Egyik kulcskérdésének, a jövőorientáltság kutatásának gyökereit a szociálpszichológiában találjuk. Piaget-ről tudjuk, hogy foglalkozott a "jövőorientáció" fogalmával; Lewin pedig a jövőt már egy állandóan változó képként fogta fel. Ő vezette be a pszichikus tér fogalmát. E spektrumban megjelennek az anticipációk, a remények, a vágyak és a félelmek, amelyek mozgósító erővel hathatnak a jelenbeli döntéseinkre. Mindez az 1930-as, 1940-es években történt. Azóta kialakult az a módszertan és metodika, amely a jövőkutatást önálló társadalomtudományi diszciplínaként határozza meg. Hazánkban az 1970-es évek óta a Magyar Tudományos Akadémia is elismeri tudományként. Globális szinten a káoszelmélet tanulságai, a technikai haladás, a környezeti változások, és a humán tényezőnek tulajdonított egyre nagyobb jelentőség, a megoldatlannak tűnő társadalmi problémák egyaránt életre hívták a jövővel való foglalkozás interdiszciplináris megközelítését, amely tudatában van annak, hogy az egész mindig több, mint a részek puszta összege. A jövőkutatás a mai napig megfelelően egzakt, ugyanakkor csodálatos módon nyitott tudományterület maradt: művelőinek kifejezett törekvése, hogy más diszciplínák képviselőivel, sőt a művészeti és spirituális megközelítések szakértőivel együttgondolkodva kutasson.

## Előrejelzéskészítés
Alapelv, hogy döntéshozatalkor az emberek egyrészt múltbeli tapasztalataik, másrészt jövőbeni elvárásaik alapján fogalmazzák meg helyzetüket és várakozásaikat. Megalapozott döntések meghozatalához több területről származó információkat kell összefüggéseikben áttekinteni. A jövőkutatás – ennek megfelelően – a jelenbeli döntések meghozatalához kíván segítséget nyújtani, „ha ezt és ezt teszed, ilyen és ilyen következményekkel kell számolnod” formában. Előrejelzéseinket is ilyen módon készítjük el: tehát nem azt mondjuk, hogy x év múlva ez és ez fog történni, hanem rámutatunk cselekedeteink következményeire. A tudományterület megközelítése is holisztikus, ami azt jelenti, hogy adott jövőbeni kép felvázolásához több területet analizálva szerez információkat, majd ezeket szintetizálja.

## A jövővel való foglalkozás határai
Jövőkutatással kétféle módon foglalkozhatunk. Megvizsgálhatjuk, hogy egy adott terület (közlekedés, fiatalok devianciái, GDP-növekedés stb.) jövője várhatóan milyen módon alakul, formálódik. Fontos irányelv, hogy a jelenben már létező kritikusan bizonytalan csírákat keresve tárjuk fel a lehetséges jövőváltozatokat, így előrejelzés-sorozatot kapunk eredményként, nem pedig "egy legvalószínűbb jövőt" (ami predikció lenne). Másképpen dolgozva „projekt-alapon” is kijelölhetünk egy témát, mint például a fiatalok identitásának alakulása a késő modernitásban, és bekapcsolhatunk a vizsgálatba minden olyan területet, amely ezt a folyamatot befolyásolhatja. Ez egy probléma-centrikus megközelítés; használatakor a kutató kénytelen "kinézni" saját szűkebb szakterületéről azért, hogy képes legyen összefüggéseiben látni a problémakör egészét. Bármelyik megközelítést is alkalmazzuk, az eredmény ugyanaz: a szakértő(k) felkészültségén túlmenően a megfelelő módszer(ek) kiválasztása garantálhatja a megbízható eredményt. Mindig a terület jellege alapján kell eldöntenünk, hogy matematikai-statisztika, kollektív szakértői, modellezési, participatív, illetve egyéb eljárásokat alkalmazunk – vagy épp ezek észszerű kombinációját. A módszer alkalmazása ugyanis önmagában gondoskodik arról, hogy ne csak a szűk témához kapcsolódó hatásokat kapcsoljuk be az elemzésbe, hanem a vizsgált területre ható, esetleg máshonnan származó információkat is figyelembe vegyük.
Érdemes különbséget tennünk a lehetséges, a valószínű, az elfogadható és a kívánatos jövőváltozatok között. Sok minden elképzelhető (gondoljunk csak a sci-fi irodalomra), de a jövőről gondolkozva le szoktuk szűkíteni az alternatívák körét a lehetséges jövőkre (a lehetségest itt köznapi értelemben és nem matematikai valószínűségekre alapozva használom). Mindennapi gondolkodásunk során még ennél is tovább megyünk és általában csak valószínű alternatívákban gondolkozunk – és ezen sokszor a jelenből „ceteris paribus” következő jövőt értjük. A jövőkutatás igyekszik szakítani ezzel a gondolatvilággal és a következményjövőkön túl más alternatívákat is megfogalmaz. Ezek egy része a kreatív vagy meglepetésjövők világa, amelyek célja a horizont kitágítása, a jövővel kapcsolatos bizonytalanság kezelésének megtanítása vagy akár félelmek legyőzése. Másik része a kívánatos jövők köre, amelyek húzóerővel bírnak a jelenben, megerősítik a jövőformáló erő kibontakozását azáltal, hogy cselekvésre ösztönöznek. A cselekvéshez azonban látnunk kell azt is, hogy hogyan érhetjük el a kívánt jövőképet, azaz stratégiát kell alkotnunk – lépésről lépésre fel kell építenünk a cselekvési tervünket. Ez akkor is igaz, ha a kívánatos jövőkép helyett meg kell barátkoznunk az elfogadható jövő koncepciójával, hiszen a jövőformáló erő mellett sokszor figyelembe kell vennünk bizonyos keretfeltételeket is (például jogi szabályozásokat), amelyek leszűkíthetik mozgási lehetőségeinket.

## A jövőkutatás módszerei
Összetettebb döntéshozatali helyzetekben azzal a paradoxonnal kell számolni, hogy egyik részről komplexebb, ugyanakkor strukturáltabb előrejelzésre van szükség. A múltbeli struktúrák és folyamatok feltérképezése itt is elengedhetetlen; ehhez nagyon jó szolgálatot tehetnek az ún. matematikai-statisztikai módszerek. Itt elsősorban idősorok vizsgálatáról és sztochasztikus kapcsolatok elemzéséről van szó. Jó példa erre a demográfiai idősorok elemzése, amelyek alapján megbízható előrejelzéseket készíthetünk egy régió, egy ország vagy akár a Föld lakosságának növekedésére. Vigyáznunk kell azonban, mert a matematikai-statisztikai módszerek használatánál mindig feltételezzük a ceteris paribus elvét, azaz hogy a körülmények változatlanok maradnak, és ez hosszú távon félrevezető lehet. Ezért a matematikai-statisztikai módszerek használatánál érdemes elgondolkodni azon, hogy meddig tartható ez a stabil környezet, vagyis milyen időtávon alkalmazható ez a módszer előrejelzés készítésére.
Sok esetben a múlt megismerése nem nyújt elég támaszt az előrejelzéshez: a vezetékes telefonok jövőjének elemzésekor érdemesebb a versenytársakkal (mobiltelefonok, Skype …stb.) és a technológiai újításokkal foglalkoznunk, mint a múltbeli dinamikus növekedés elemzésével. Ilyen instabil helyzetben inkább a jelen megértésével foglalkozunk: mik a meghatározó folyamatok? Milyen irányban folynak kutatások? Milyen új igények merülnek fel? A feltett kérdéseket mindig az előrejelzés tárgyához kell igazítanunk, de általánosságban elmondhatjuk, hogy egyrészt a meghatározó trendeket (például növekvő mobilitás) és megatrendeket (például globalizáció) kutatjuk, másrészt azokat a jövőcsírákat (elterjedtebb az angol „weak signal” vagy „emerging issue” elnevezés) keressük, amelyek a jövőben válhatnak meghatározóvá. Az angol szakirodalomban a jelen feltérképezésének elterjedt módszere az ún. „horizon scanning” vagy „scanning hits”, amely szó szerint értelmezve a jelen horizontján megjelenő, előrejelzés értékű eseményeket, folyamatokat és észjárásokat keresi.
Ezeknek a kérdéseknek a megválaszolásához a jövőkutató sokszor egyes területek szakértőit hívja segítségül, hiszen ők jobban belelátnak az adott terület fejlődését meghatározó folyamatokba, sokszor rátapintanak az ún. fordulópontokra – például arra, hogy mikor éri el egy folyamat a kritikus értéket, amikor jövőcsírából trend lesz. A szakértők megkérdezésére a jövőkutatásnak sokféle eszköze van: személyes megkérdezések, kiscsoportos brainstorming, workshopok és a Delphi-módszer különböző változatai tartoznak ide.
Fontos megjegyezni, hogy mind a horizon scanning módszere, mind a szakértői megkérdezések az interdiszciplinaritást kell, hogy tükrözzék. Ha egy technológia újítás jövőre gyakorolt hatását kívánjuk elemezni, akkor hiba csak mérnököket megkérdezni, hiszen éppen a holisztikus megközelítés lényegét veszítjük el ezzel. Mindig komplex módon kell megközelíteni a kérdéseket: minél több terület szakértőjét kérdezzük meg, annál tartalmasabb, valósabb jövőalternatívákat tudunk kidolgozni.
A valós jövőalternatívák kidolgozásához sokszor elengedhetetlen a szakértőkön túl az érintetteket is megkérdezni: a participatív jövőkutatás minél szélesebb rétegek bevonását javasolja. Ennek a megközelítésnek több előnye is van: demokratikusabbá válik a folyamat, a végeredmény jobban tükrözi az érintettek preferenciáit, illetve a kívánatos jövőkép megvalósításának az esélye is nő. Ráadásul az érintettek sokszor jobb információkkal rendelkeznek, mint azok a szakértők és döntéshozók, akik az íróasztal mellett dolgoznak.
A jövőkutatók a jövőre vonatkozó információikat sokszor úgy strukturálják, hogy azok modelleket alkossanak. Ez nem lehet újdonság, hiszen más tudományágakban is elterjedt a modellek alkalmazása, és azok értékét mindenhol előrejelző képességük határozza meg: a lényeg, hogy meg tudom-e mondani hogyan fog változni egy adott jelenség a jövőben (pl.: egy termék ára, egy állatpopuláció nagysága, a választók preferenciája, egy részecske mozgása). Az előrejelzés tárgyától függően a jövőkutatás sokféle modellt „kölcsönöz”: a játékelmélettől kezdve a káoszelméleti modellekig.

## Jövőkutatás a világban
Az Amerikai Egyesült Államoktól Tajvanig számos akadémiai központban foglalkoznak tudósok a jövő tudományos megismerésével. A jövőkutatók egyik legjelentősebb nemzetközi szervezete a World Futures Studies Federation, illetve az Association of Professional Futurists és a World Futures Society.

## Jövőkutatás a hazai tudományos intézményekben
A felsőoktatásban a Budapesti Corvinus Egyetemen működik önálló, e tudományterület kutatásával és oktatásával foglalkozó tanszék. Az intézmény vezetője Nováky Erzsébet. A Budapesti Műszaki és Gazdaságtudományi Egyetem Pénzügyek tanszékén működik a Jövőobszervatórium Kutatócsoport Galántai Zoltán vezetésével. Intézményesített keretek között dolgoznak jövőkutatók Sopronban, Debrecenben, Miskolcon és Pécsett.
Elévülhetetlen érdemeket szerzett a magyarországi jövőkutatás területén Kovács Géza és Gidai Erzsébet. Kovács Géza, a mai Corvinus Egyetemen működő Jövőkutatási Tanszék alapítója két évtizeden keresztül vezette ezt a tanszéket. Gidai Erzsébet, a Nyugat-Magyarországi Egyetem Közgazdaságtudományi Karának alapító dékánja az MTA Jövőkutatási Bizottságának egyik alapító tagja és hosszú ideig elnöke is volt.
A megnevezetteken kívül mindenekelőtt Besenyei Lajos és Tóth Attiláné játszottak meghatározó szerepet az MTA Jövőkutatási Bizottság eredményes munkájában. A bizottság eddig három nemzetközi és hat magyar tudományos konferencia szervezésében szerzett érdemeket. Az eddig felsoroltakon kívül a következő személyiségek vettek részt a konferenciakötetek szerkesztésében: Tóth László, Bana Katalin, Szretykó György, Grolmusz Vince, Kristóf Tamás, Szabados Tamásné.

## Szervezetek

### Magyar jövőkutató helyek és szervezetek
Jövőkutatás Tanszék (Budapesti Corvinus Egyetem) 
Jövőobszervatórium (Budapesti Műszaki és Gazdaságtudományi Egyetem) 

### Nemzetközi jövőkutató szervezetek
- World Futures Studies Federation honlapja
- Association of Professional Futurists honlapja
- World Futures Society honlapja Archiválva 2006. december 31-i dátummal a Wayback Machine-ben